# Ján Neshyba
Ján Neshyba (* 20. června 1954) je bývalý slovenský fotbalista, obránce.

## Fotbalová kariéra
Hrál za Slovan Bratislava, na vojně za RH Cheb a za DAC Dunajská Streda. V československé lize nastoupil v 88 utkáních.

## Ligová bilance
| Ročník                                      | Zápasy | Góly | Klub                |
| ------------------------------------------- | ------ | ---- | ------------------- |
| 1. československá fotbalová liga 1976/77    | 3      | 0    | Slovan Bratislava   |
| česká národní liga sk. A 1977/78            | -      | -    | RH Cheb             |
| česká národní liga sk. A 1978/79            | -      | -    | RH Cheb             |
| 1. československá fotbalová liga 1979/80    | 9      | 0    | Slovan Bratislava   |
| 1. československá fotbalová liga 1980/81    | 14     | 0    | Slovan Bratislava   |
| 1. československá fotbalová liga 1981/82    | 21     | 0    | Slovan Bratislava   |
| 1. československá fotbalová liga 1982/83    | 29     | 0    | Slovan Bratislava   |
| 1. československá fotbalová liga 1983/84    | 11     | 0    | Slovan Bratislava   |
| 1. slovenská národní fotbalová liga 1984/85 | 20     | 0    | DAC Dunajská Streda |
| 1. československá fotbalová liga 1985/86    | 1      | 0    | DAC Dunajská Streda |
| CELKEM                                      | 88     | 0    |                     |